# Shaanbeikannemeyeria
Shaanbeikannemeyeria es un género extinto de sinápsidos dicinodontos.
Se conocen dos especies de Shaanbeikannemeyeria, S. xilougoensis y S. buerdongia.

## Paleobiología
Shaanbeikannemeyeria proviene de la Formación Ermaying, que también produce los géneros Fenhosuchus, Eumetabolodon, Halazhaisuchus, Guchengosuchus, Neoprocolophon, Ordosiodon, Wangisuchus y Shansisuchus.